# 十甫堂
十甫堂位于荔湾区龙津西路（或逢源路）逢源正街54号（注：原址为逢源堂），邻近新荔枝湾和泮塘文化休闲区，乃1995年从第十甫路旧址搬迁至此，占地面积约700平方米，建筑面积约500平方米，目前在册信徒约1200人。现任教牧有堂主任陈婵牧师、副主任范俊英牧师。

## 堂会历史
十甫堂源于英国循道会，1862年其第一位来华传教士俾士牧師在广州西关第十甫用白银千余两购得大屋一间，改建为福音堂，是为十甫堂的前身。至1929年第十甫开建马路时，已改建多次。直到1934年又大修一次，全部费用一万余元。均由当时中国信徒所捐献，1939年至1946年间，十甫堂由禤奉常牧师主持，并在教堂内开办了懿群小学，学生人数甚多，颇有名声。懿群小学在1949年中共建政后收被充公。校址仍在十甫堂地下，后改为十甫小学再后又合并为宝华正中约小学（第一分校）。1992年9月30日，當局落实宗教房产政策，地下全部归还十甫堂。1958年起广州教会进行大联合，1966年文化大革命期间，十甫堂与全市教会同遭當局关闭，直到1983年12月24日举行复堂感恩聚会，麦惠新出任主任牧师，之后各种聚会和活动亦逐步开展。而麦牧师带领十甫堂22年，2005年交由陈婵牧师接任。
原十甫堂因年代久远历经沧桑，房屋破旧，出现危裂，虽屡经抢修仍未排险，经广州市基督教两会统筹安排，遂于1995年12月26日迁往逢源正街54号新堂。逢源正街54号是原逢源堂旧址，“文革”时期被回满厂承租作生产场地。政府落实宗教政策，在市宗教局协助下收回回满厂出租的场地，市两会与东山区明智发展公司协商，经各项报批手续，于1995年7月下旬开工，为六层楼宇，其中第一、二层为新十甫堂，三层以上为民居，这是广州市自1949年被中共奪取政權以来第一间自行设计、建造的基督教堂，历时四个月新堂建成，于12月30日举行了十甫堂新堂落成典礼暨开堂感恩崇拜聚会。

## 堂会现状

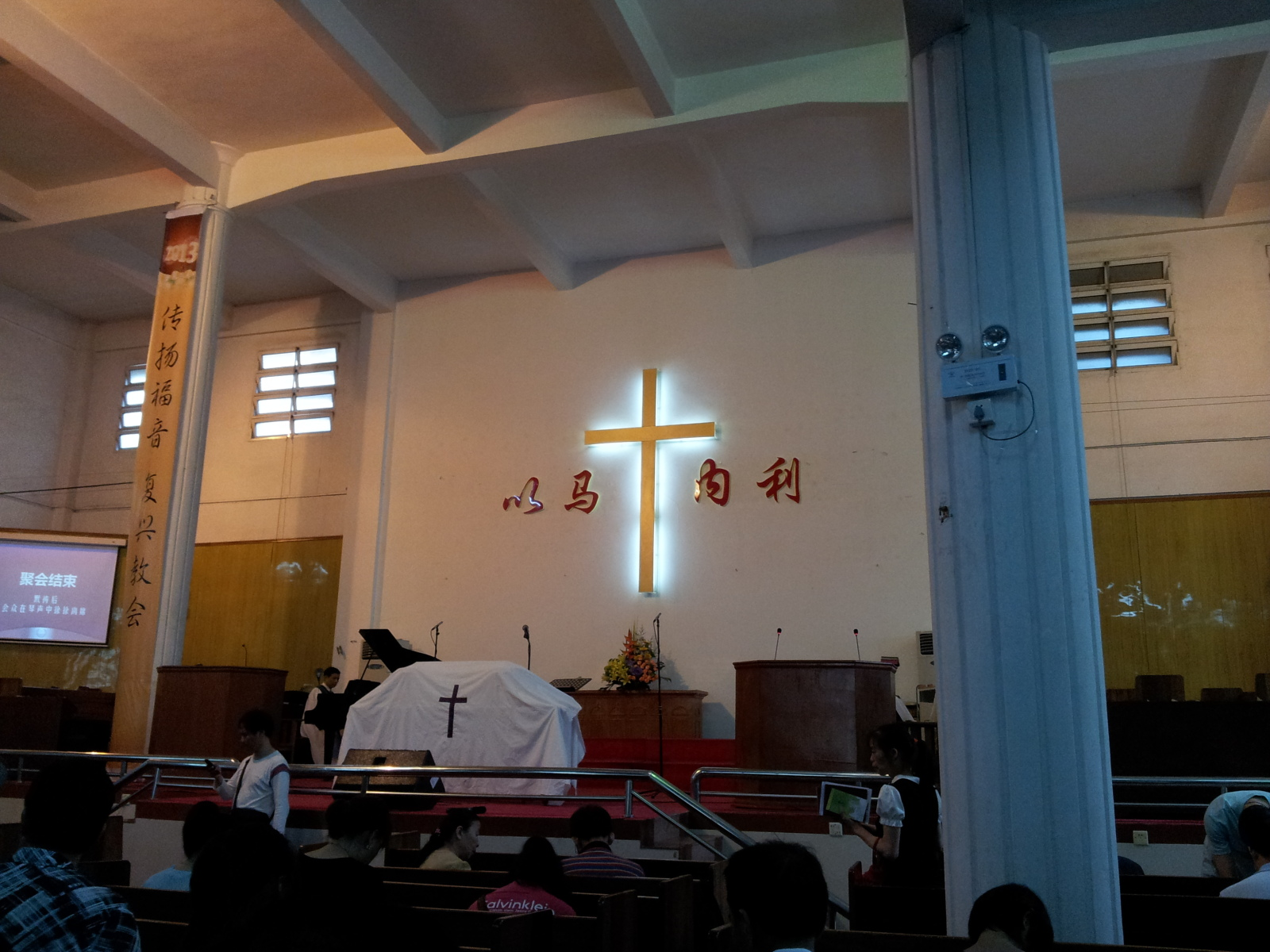
2013年修堂前的一个圣餐礼拜

历经多年，十甫堂竭力持守真道，信徒结构趋于年轻化，团契和事工也呈多样化。现有十多个团契和事奉团队——本堂诗班、青年诗班、敬拜赞美队、妇女诗班、莆田团契、雅歌团契（夫妻家庭）、丰盛生命查经班、长者团契、仁爱团契、马其顿团契（普通话）、以马内利团契、多加团契（中青年）、彩虹团契（青年）、约瑟团契（青少年）、儿童主日学（大/中/小班）、招待组、福音队和探防队等；并带领四个聚会分点——塘头聚会点、清心之家聚会点、天河小家及穗田堂。

聚会活动日渐扩展和丰富，每月第一个主日为圣餐礼拜，主日有早祷会、早堂崇拜及普通话聚会，每年开办两期慕道班（6月、12月举行洗礼），并开设周四查经聚会、传福音培训、初信栽培、门徒培训和婚姻辅导等事工。

如今，经历多年的风吹雨打，十甫教堂日渐破败。经过同工会及堂委会多次商讨，决定从2013年8月20日动工修缮，至12月15日完成。修葺完成后，姊妹诗班与查经团契合并成丰盛诗班团契。

## 聚会时间
| 星期日 | 8:00                        | 主日祈祷会               | 二楼副堂   |
|        | 9:00                        | 主日早堂崇拜（普粵雙語） | 一楼大堂   |
|        | 9:00                        | 儿童主日学               | 三楼主日学 |
|        | 10:30                       | 主日学老师团契           | 二楼西室   |
|        | 10:30                       | 恩典诗班聚会             | 三楼304    |
|        | 14:30                       | 敬拜赞美小组聚会         | 二楼副堂   |
|        | 10:30                       | 丰盛诗班聚会             | 三楼副堂   |
|        | 14:00                       | 90后英语团契             | 二楼副堂   |
|        | 19:30                       | 主日晚堂崇拜（普通話）   | 一楼大堂   |
|        | （每月第二个周日）10:30     | 彩虹团契聚会             | 二楼副堂   |
|        | （每月第三个周日）10:30     | 马可楼祈祷会             | 二楼副堂   |
|        | （每月最后一个周日）16:00   | 保罗团契聚会             | 二楼副堂   |
| 星期二 | 19:30                       | 多加团契                 | 二楼副堂   |
| 星期三 | 19:30                       | 莆田诗班聚会             | 二楼副堂   |
| 星期四 | 9:00                        | 丰盛诗班查经练诗         | 三楼副堂   |
|        | 19:30                       | 马其顿团契               | 二楼副堂   |
|        | 19:30                       | 恩典诗班灵修组           | 三楼主日学 |
| 星期五 | 19:30                       | 青年诗班聚会             | 三楼副堂   |
| 星期六 | 19:30                       | 本堂诗班聚会             | 三楼301    |
|        | （每月第二个周六）9:00      | 雅歌团契聚会             | 二楼副堂   |
|        | （每月第三个周六）9:30      | 以马内利团契聚会         | 二楼副堂   |
|        | （每月第二、四个周六）19:30 | 莆田团契聚会             | 二楼副堂   |

## 大事记
- 2008年是十甫堂复堂25周年，该堂举办了培灵会，并且该堂的青年诗班推出了一张名为《我愿意奉献》的赞美诗专辑。
- 2013年7月13日上午9时至11时、下午2时至4时，7月14日上午9时至11时，香港中文大學崇基學院神學院院长卢龙光牧师到堂会进行纪念复堂30周年培灵会。
- 2013年8月20日至12月15日进行修葺。
- 2013年11月17日后，主日崇拜需要自备圣经，崇拜前堂会只会派发程序册和赞美诗。
- 2013年12月22日举行第一场修堂后主日崇拜。
- 2014年1月11-12日举行十甫堂修葺落成献堂典礼聚会，举行十甫堂修葺落成献堂培灵会。
- 2014年8月24日，十甫堂接管穗田堂。[4]

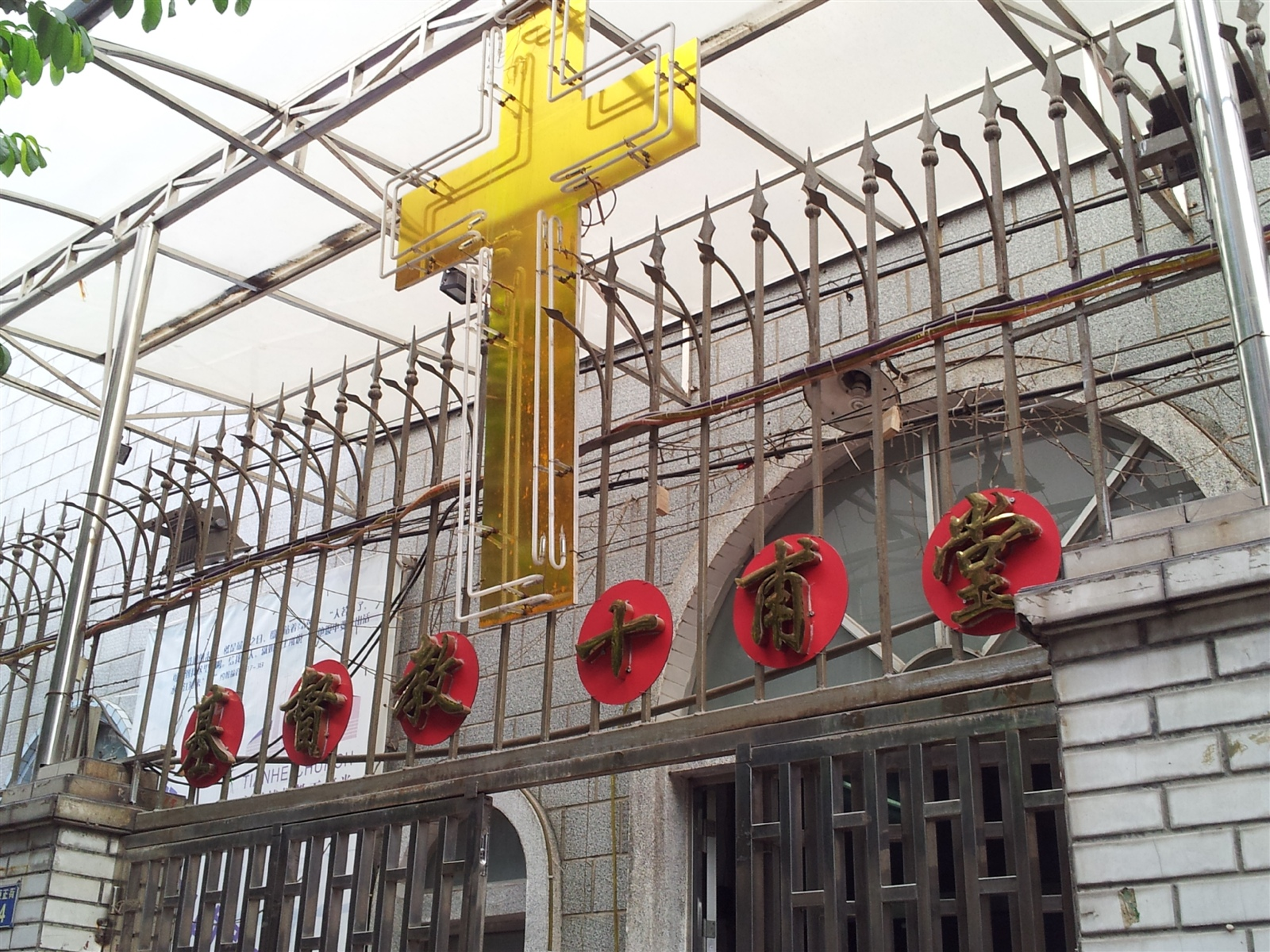
修葺前门口
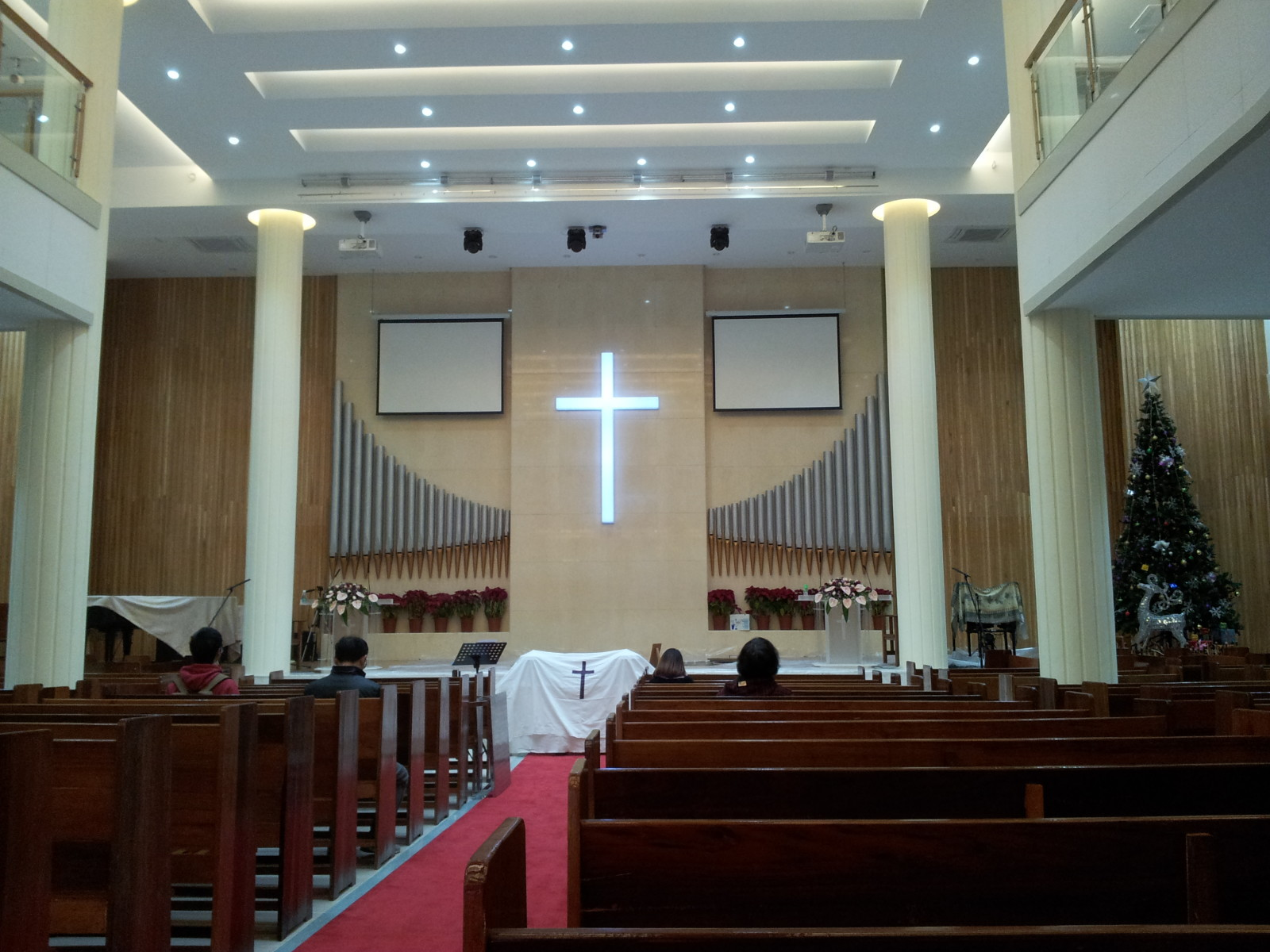
修堂后的一个圣餐礼拜